# Czy da się usłyszeć kształt bębna?

Bębny o powyższych kształtach membrany brzmiałyby dokładnie tak samo, ponieważ ich zbiory częstotliwości własnych są identyczne. Z punkty widzenia akustyki oznacza to, że charakteryzują się one takim samym tembrem. W tym przykładzie homofonicznych kształtów membran, skonstruowanym przez Gordon, Webba i Wolperta, należy zwrócić uwagę, że oba wielokąty mają te same powierzchnię i obwód.

Czy da się usłyszeć kształt bębna? (ang. Can One Hear the Shape of a Drum?) – pytanie postawione w tytule słynnego artykułu Marka Kaca na łamach American Mathematical Monthly w roku 1966. Barwa dźwięku naciągu bębna może być opisana matematycznie przez zbiór wartości własnych odpowiednio sformułowanego problemu Dirichleta, którego dokładna postać zależy od kształtu membrany i jej współczynnika sprężystości. Pytanie, postawione przez Marka Kaca pod pretekstem akustyki, sprowadza się więc do zagadnienia, czy istnieją dwa różne kształty naciągu, których rozwiązania problemów Dirichleta będą miały ten sam zbiór wartości własnych.

## Historia pytania
Problem zyskał sławę wraz z publikacją Marka Kaca w roku 1966, jednak jego sformułowanie pochodzi od Lipmana Bersa, a zasadnicze pytanie można wywodzić już od Hermanna Weyla. Za publikację Kac dostał w 1967 roku nagrodę im. Lestera R. Forda, a w 1968 nagrodę Chauveneta.

## Sformułowanie matematyczne
Bęben jest przykładem instrumentu perkusyjnego membranowego (membranofonu), gdzie podstawowym źródłem dźwięku (w tym jego barwy) jest rozpięta drgająca membrana. Wyidealizowany bęben, którego dotyczy zagadnienie, składa się z jednolitej, sprężystej błony o jednostkowym współczynniku sprężystości, która przymocowana jest sztywno na swoim brzegu, {\displaystyle \partial \Omega .} Znalezienie brzmienia takiego bębna sprowadza się do znalezienia wartości własnych {\displaystyle \lambda _{n}} problemu Dirichleta dla laplasjanu:
{\displaystyle {\begin{cases}\Delta u+\lambda u=0\\u|_{\partial \Omega }=0\end{cases}}}
Wartości {\displaystyle \lambda _{n}} określają intensywności wszystkich nadtonów instrumentu, a co za tym idzie, w ramach przyjętego modelu stanowią pełną charakterystykę jego brzmienia. Dla prostych kształtów {\displaystyle \Omega } techniki rozwiązywania tego problemu są dobrze znane i sięgają badań samego Dirichleta oraz Poissona (Wzór sumacyjny Poissona). Pytanie postawione przez Kaca szło dalej i brzmiało: „jeśli dla dwóch bębnów o kształtach {\displaystyle \Omega } i {\displaystyle \Omega '} ich uporządkowane rosnąco wartości własne są parami równe, {\displaystyle \forall _{i}\lambda _{i}=\lambda '_{i},} czy implikuje to że {\displaystyle \Omega =\Omega '}?”.

## Odpowiedź
Jeszcze dwa lata przed publikacją Marka Kaca John Milnor opublikował krótką notatkę, że z twierdzenia udowodnionego przez Ernsta Witta wynika, że istnieć muszą dwa 16-wymiarowe torusy, które różnią się kształtem, lecz mają te same zbiory wartości własnych problemu Dirichleta. Nie użył jednak pojęcia izospektralności, powszechnego w późniejszych publikacjach posługujących się przykładem dźwięku bębna. Dla dwóch wymiarów problem pozostał jednak otwarty do roku 1992, kiedy Gordon, Webb i Wolpert skonstruowali, korzystając z metody Toshikazu Sunady, parę różniących się kształtów o tym samym zbiorze wartości własnych. Obydwa z nich są wielokątami niewypukłymi, a dowód homofoniczności opiera się na symetrii Laplasjanu. Ich metoda została potem rozszerzona przez Busera i współpracowników, którzy stworzyli liczne podobne przykłady. Na tej podstawie odpowiedź na pytanie postawione przez Kaca jest przecząca – nie da się na podstawie brzmienia bębna dokładnie określić jego kształtu, choć możliwe jest określenie pewnych jego cech.
Z drugiej strony, Steve Zelditch udowodnił, że zbiór wartości własnych problemu Dirichleta jest unikalny, jeśli ograniczymy się do analitycznych przestrzeni jednospójnych oraz poczynimy kilka dodatkowych założeń. Oznacza to, że w tej klasie kształtów bęben da się jednoznacznie zidentyfikować na podstawie jego brzmienia.

## Wzór Weyla
Wzór Weyla pozwala określić powierzchnię bębna na podstawie tego, jak szybko rosną wartości własne {\displaystyle \lambda _{n}} dla jego problemu Diraca. Konkretniej, jeśli uporządkujemy wartości własne {\displaystyle \lambda _{1}\leqslant \lambda _{2}\leqslant ...,} to asymptotycznie, przy {\displaystyle n\to \infty ,} otrzymamy
{\displaystyle \lambda _{n}={\frac {4\pi ^{2}}{(\omega _{d}|\Omega |)^{2/d}}}n^{2/d}+o(n^{2/d})},
gdzie {\displaystyle d} oznacza wymiarowość przestrzeni (dla oryginalnego pytania Kaca {\displaystyle d=2}), {\displaystyle \omega _{d}} objętość kuli w przestrzeni {\displaystyle d}-wymiarowej, zaś {\displaystyle |\Omega |} objętość bębna (dla {\displaystyle d=2} jego powierzchnię). Ponadto Weyl postawił hipotezę, że następny wyraz powyższego przybliżenia zależy od obwodu bębna. W roku 1980 Victor Ivrii udowodnił tę hipotezę, rozwijając, przy pewnych założeniach o regularności {\displaystyle \Omega ,} powyższy czynnik asymptotyczny:
{\displaystyle \lambda _{n}={\frac {4\pi ^{2}}{(\omega _{d}|\Omega |)^{2/d}}}n^{2/d}-{\frac {2\pi ^{2}\omega _{d-1}|\partial \Omega |}{d(\omega _{d}|\Omega |)^{1+1/d}}}n^{1/d}+o(n^{1/d})} gdy {\displaystyle n\to \infty .}

## Rozszerzenia
Analogiczne problemy można sformułować dla problemów Dirichleta dla laplasjanu na obszarach wyższego wymiaru bądź rozmaitościach Riemannowskich, a także dla innych eliptycznych operatorów różniczkowych, takich jak operator Cauchy’ego-Riemanna i operator Diraca. Można też zadawać inne warunki brzegowe niż Dirichleta, na przykład warunek brzegowy Neumanna.